# Tuncurry
Tuncurry – miejscowość w Australii, w stanie Nowa Południowa Walia, na wybrzeżu Mid North Coast, w odległości ok. 310 km na północ od Sydney. Podczas spisu ludności w roku 2006, liczba mieszkańców wspólnie z graniczącym miastem Forster, wynosiła 18372 osób.